# Житниця (Пловдивська область)
Жи́тниця (болг. Житница) — село в Пловдивській області Болгарії. Входить до складу общини Калояново.

## Населення
За даними перепису населення 2011 року у селі проживали 1524 особи.
Національний склад населення села:
| Національність   | Кількість осіб | Відсоток |
| ---------------- | -------------- | -------- |
| болгари          | 1455           | 96,8%    |
| цигани           | 40             | 2,7%     |
| турки            | 3              | 0,2%     |
| Всього відповіли | 1503           |          |

Розподіл населення за віком у 2011 році:
Динаміка населення: